# Куталадзе, Лука
Лука Куталадзе (груз. ლუკა კუტალაძე; род. 27 апреля 2001, Тбилиси) — грузинский футболист, вратарь «Самгурали».

## Клубная карьера
Куталадзе — воспитанник тбилисского «Мерани» и «Динамо». В 2021 году присоединился к первой команде клуба. 11 апреля 2021 года в матче против «Самтредиа» он дебютировал в чемпионате Грузии.

## Международная карьера
Выступал за юношеские сборные Грузии до 17 и до 19 лет. В 2023 году в составе молодёжной сборной Грузии Куталадзе принял участие в молодёжном чемпионате Европы. На турнире он сыграл в матче группового этапа против Португалии.